# Walther Bresges
Walther Adam Bresges (* 20. Mai 1882 in Odenkirchen; † 1961) war ein deutscher Unternehmer der Textilindustrie.

## Leben
Bresges war ein Sohn des Unternehmers Ernst Bresges und dessen Frau Marie Bresges geb. Croon. Nach Besuch des Gymnasiums und einer Fachschule erwarb er praktische Kenntnisse in der Textilindustrie in Großbritannien. 1905 trat er in die elterliche Baumwollspinnerei A. Bresges ein, die 1922 mit anderen Unternehmen zur Vereinigte Spinnereien AG zusammengeschlossen wurde. Bresges wurde Direktor und Vorstandsmitglied.
Er war Mitglied der Industrie- und Handelskammer Gladbach und Vorstandsmitglied des Arbeitgeberverbands der deutschen Textilindustrie. In Zoppenbroich unterhielt er ein Vollblutgestüt. Er war seit 1901 Angehöriger des Corps Palatia Bonn.

## Ehrungen
- 1952: Verdienstkreuz (Steckkreuz) der Bundesrepublik Deutschland
- 1957: Großes Verdienstkreuz